# Magyarország krakkói főkonzulátusa
Magyarország krakkói főkonzulátusa (lengyelül: Konsulat Generalny Węgier w Krakowie) Magyarország és Lengyelország kapcsolatainak egyik szimbolikus állomáshelye, a Lengyelországban működő két magyar főkonzulátus egyike (a másik Gdańskban van, illetve egy alkonzulátus működik Wrocławban is). 2021-ben a főkonzul Gerencsér Tibor, az intézmény az ulica Lubiczon található, a Götz-palotában.

## Hatásköre

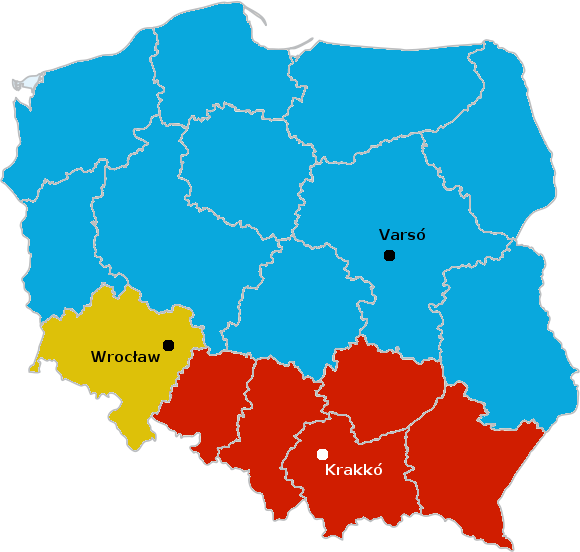
Lengyelország konzuli kerületei

A főkonzulátus állampolgárok ügyeivel foglalkozik, a konzulátusok általános ügyrendjének megfelelően államközi diplomáciai kapcsolatokkal nem.
Az intézmény Magyarország varsói nagykövetségéhez tartozik, továbbá egyfajta filiáléjaként működik a 2019 március 15-én nyílt Wrocławi alkonzulátus.
A főkonzulátus konzuli kerülete:
- Alsó-sziléziai vajdaság (Dolnośląskie)
- Opolei vajdaság (Opolskie)
- Sziléziai vajdaság (Śląskie)
- Szentkereszt vajdaság (Świętokrzyskie)
- Kis-lengyelországi vajdaság (Małopolskie)
- Kárpátaljai vajdaság (Podkarpackie)

## Története
A főkonzulátus az első világháborút követő zűrzavaros helyzetben jött létre, kezdetben katonai misszióként a keleti fronton szolgáló magyar katonák hazatérése (és fegyvereik megőrzése) érdekében. 1918 novemberében egy háromtagú katonai küldöttség érkezett a korábban a monarchia kezelésében lévő irodába, és mintegy útlevélkirendeltségként működtették azt. Konzulátusként 1921. szeptember 9-én kezdte meg a működését - Magyar Királyi Konzulátus néven -, első vezetője Hauser Lotár II. osztályú konzul volt, és szintén az ulica Lubiczon volt a székhelye, csak a 21. szám alatt. Ekkoriban a külpolitikai helyzet miatt még mindig jelentős állomáshelynek számított katonapolitikai szempontból, ezért folyamatosan állomásoztak a konzulátuson magyar katonatisztek - ez a szituáció a magyar katonai attasé rendszer kezdeti szakaszának is tekinthető. 1924-ben anyagi okok miatt komolyan felmerült a konzulátus bezárása, ami végül meg is történt: a második világháború kitöréséig a képviselet tiszteletbeli konzulátusként működött tovább egészen a világháború kitöréséig, mikortól Lengyelországgal a diplomáciai kapcsolatok teljesen megszakadtak. A német megszállás alatt lévő ország három városában német tiszteletbeli konzulok működtek, de Krakkóban nem volt ilyen intézmény.
Ötvenöt évvel később, 1994. március 19-én nyitotta meg ismét Martonyi János, akkor már főkonzulátusként. Az az ulica Izaaka 7. szám alatti intézmény ténylegesen csak az ősszel kezdte meg a működését, mivel a helyiség kialakítási munkálatai elhúzódtak. Első főkonzulunk Kovács István költő, polonista volt (1994. május 13-tól). Tizenöt évvel később azonban takarékossági okokból négy követséggel és hét további konzulátussal együtt a krakkóit is bezárták, amit szerény civil tiltakozás kísért (a bezárás elleni internetes petíciót 328-an írták alá).
2014. március 14-én a főkonzulátust újranyitották ugyanabban az utcában, ahol 1921-ben volt a konzulátusunk, csak néhány házzal odébb, az ulica Lubicz 17 szám alatt, a felújított Lubicz Sörfőzde központi épületében, a Götz-palotában. 2019. március 19-én a főkonzulátushoz tartozó alkonzulátust nyitottak Wrocławban.

## Konzulok, főkonzulok[5]
- Hauser Lothar(wd) II. osztályú főkonzul (1921–1922)
- Reviczky István, konzul (1922–1924)
- Kovács István főkonzul (1994–1995)
- Puskás Ferenc(wd) főkonzul (1995–1999)
- Kovács István főkonzul (1999–2003)
- Nagyiványi Zoltán(wd) főkonzul (2003–2007)
- Bozsaky Katalin(wd) főkonzul (2007–2009)
- Körmendy Adrienne főkonzul (2014–2020)
- Gerencsér Tibor(wd) főkonzul (2020-)